# Haruki
Haruki (jap. はるき, ハルキ) – męskie imię japońskie.

## Możliwa pisownia
Haruki można zapisać używając wielu różnych znaków kanji i może znaczyć m.in.:
- 陽輝, „świecące słońce”[1]
- 春樹, „wiosna, drzewo”
- 治樹, „władza, drzewo”

## Znane osoby
- Haruki Kurosawa (治樹), japoński kierowca wyścigowy
- Haruki Murakami (春樹), japoński pisarz, eseista i tłumacz literatury amerykańskiej
- Haruki Seto (春樹), japoński piłkarz
- Haruki Uemura (春樹), japoński judoka

## Fikcyjne postacie
- Haruki Hishida (春樹), bohater mangi, anime i light novel RideBack